# Saint-Élix-le-Château
Pour les articles homonymes, voir Saint-Élix.
Saint-Élix-le-Château est une commune française située dans le centre du département de la Haute-Garonne, en région Occitanie.
Sur le plan historique et culturel, la commune est dans le pays de Comminges, correspondant à l’ancien comté de Comminges, circonscription de la province de Gascogne située sur les départements actuels du Gers, de la Haute-Garonne, des Hautes-Pyrénées et de l'Ariège. Exposée à un climat océanique altéré, elle est drainée par la Louge, Canal du Moulin, le Garagnon, le ruisseau le lamesan et par divers autres petits cours d'eau.
Saint-Élix-le-Château est une commune rurale qui compte 927 habitants en 2022, après avoir connu une forte hausse de la population depuis 1968. Elle fait partie de l'aire d'attraction de Toulouse. .
Le patrimoine architectural de la commune comprend deux  immeubles protégés au titre des monuments historiques : la Pyramide de démarcation de la Guyenne et du Languedoc, inscrite en 1973, et le château, inscrit en  1927 puis en 1994.

## Géographie

### Localisation

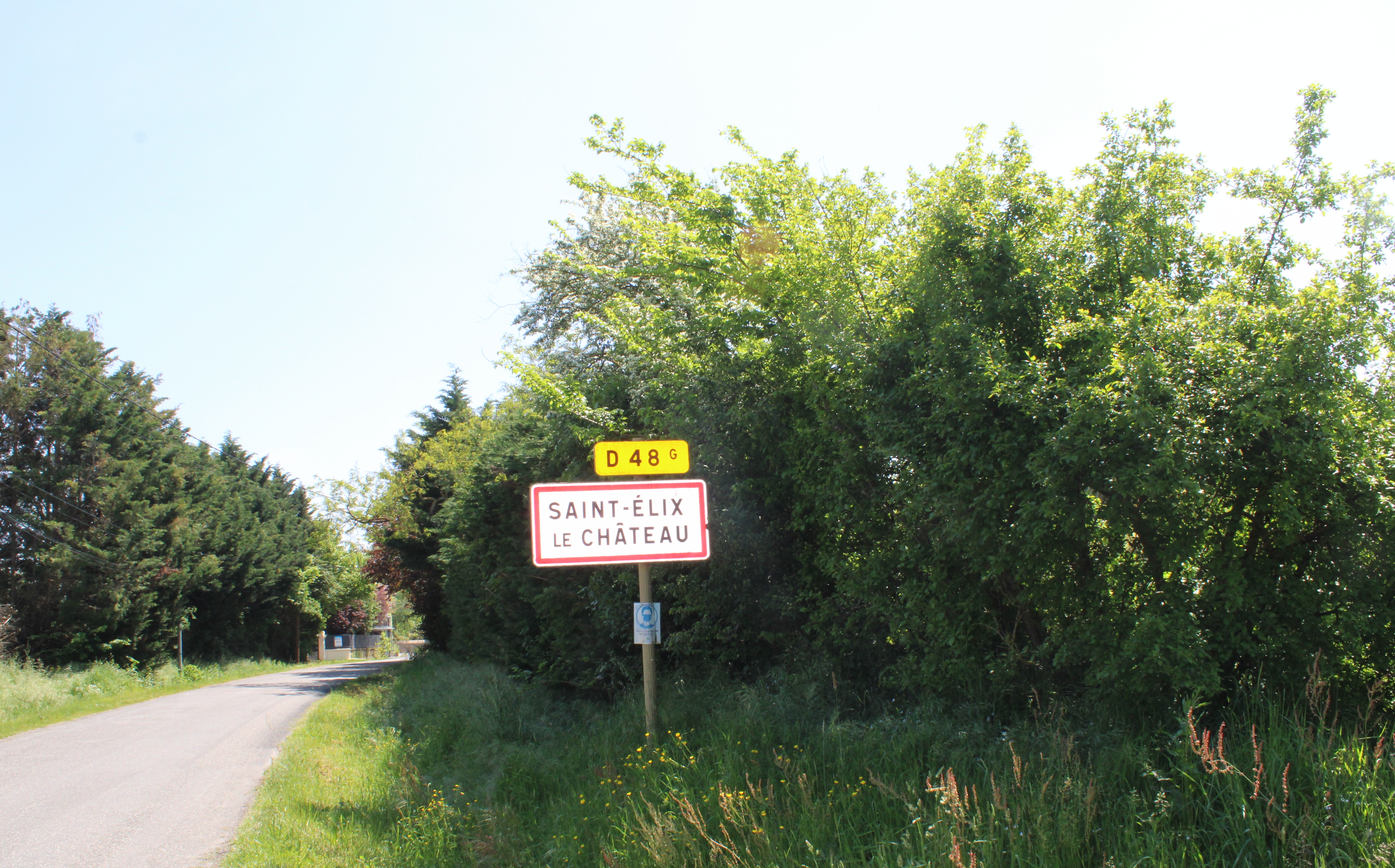
Entrée de la commune.

La commune de Saint-Élix-le-Château se trouve dans le département de la Haute-Garonne, en région Occitanie.
Elle se situe à 44 km à vol d'oiseau de Toulouse, préfecture du département, à 25 km de Muret, sous-préfecture, et à 9 km de Cazères, bureau centralisateur du canton de Cazères dont dépend la commune depuis 2015 pour les élections départementales.
La commune fait en outre partie du bassin de vie de Cazères.
Les communes les plus proches sont : 
Lafitte-Vigordane (3,0 km), Lavelanet-de-Comminges (3,1 km), Salles-sur-Garonne (3,4 km), Saint-Julien-sur-Garonne (4,3 km), Marignac-Lasclares (4,4 km), Gratens (5,1 km), Rieux-Volvestre (5,3 km), Peyssies (5,6 km).
Sur le plan historique et culturel, Saint-Élix-le-Château fait partie du pays de Comminges, correspondant à l’ancien comté de Comminges, circonscription de la province de Gascogne située sur les départements actuels du Gers, de la Haute-Garonne, des Hautes-Pyrénées et de l'Ariège.
Saint-Élix-le-Château est limitrophe de six autres communes.
Les communes limitrophes sont  Lafitte-Vigordane, Lavelanet-de-Comminges, Le Fousseret, Marignac-Lasclares, Saint-Julien-sur-Garonne et Salles-sur-Garonne.
| Marignac-Lasclares     |                          | Lafitte-Vigordane  |
| Le Fousseret           | Saint-Élix-le-Château    | Salles-sur-Garonne |
| Lavelanet-de-Comminges | Saint-Julien-sur-Garonne |                    |

### Géologie et relief
La commune de Saint-Élix-le-Château est établie à cheval sur la première et la deuxième terrasse de la Garonne, dans la plaine toulousaine de la Garonne.
La superficie de la commune est de 1 052 hectares et son altitude varie de 222  à   244 mètres.

### Hydrographie

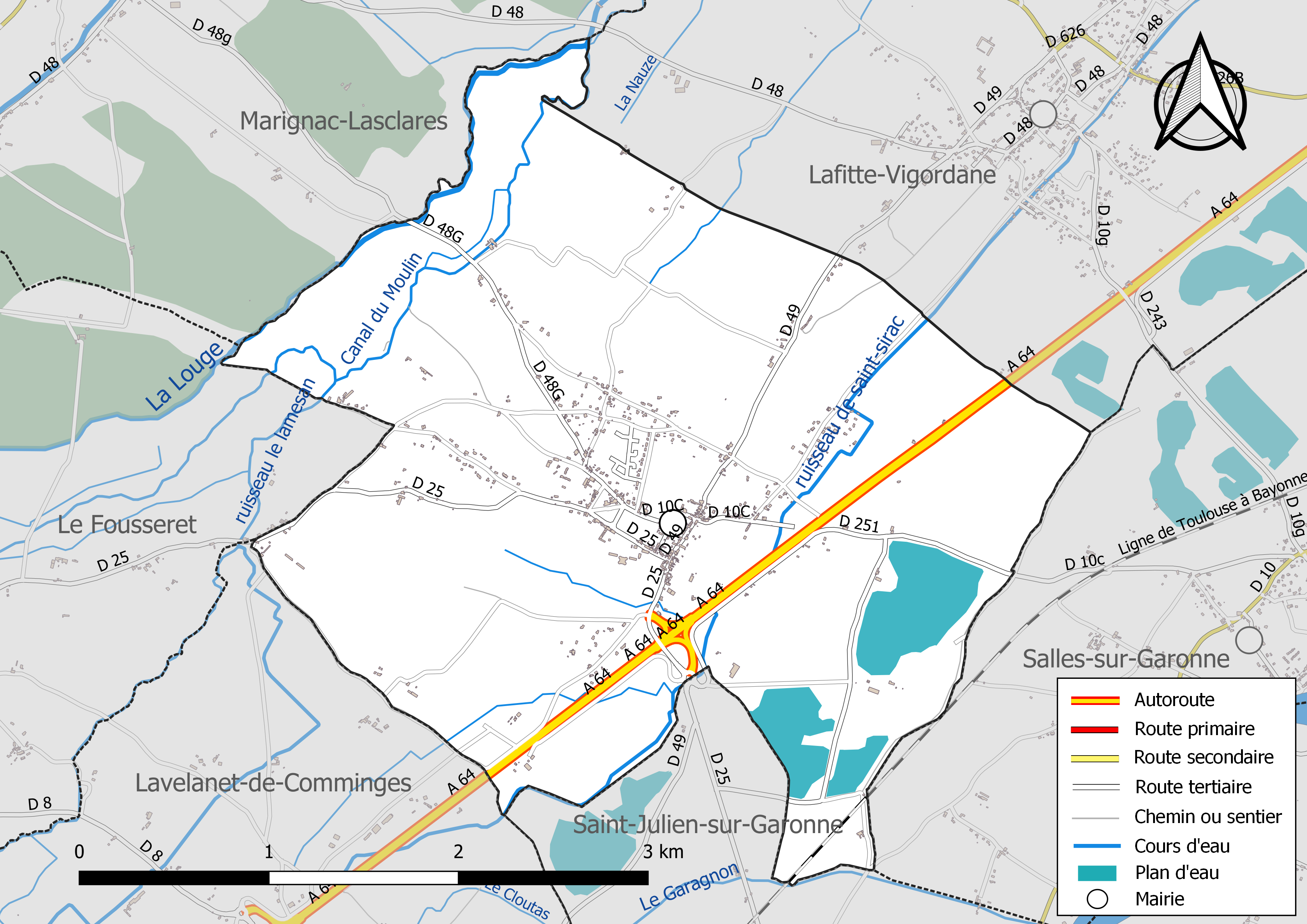
Réseaux hydrographique et routier de Saint-Élix-le-Château.

La commune est dans le bassin de la Garonne, au sein du bassin hydrographique Adour-Garonne. Elle est drainée par la Louge, Canal du Moulin, le Garagnon, le ruisseau le lamesan, un bras de la Louge un bras du Canal du Moulin la Dourdouille venant de Lavelanet-de-Comminges et finissant dans la Garonne à Marquefave en rive gauche et par divers petits cours d'eau, constituant un réseau hydrographique de 13 km de longueur totale,.
La Louge, d'une longueur totale de 100 km, prend sa source dans la commune de Villeneuve-Lécussan et s'écoule du sud-ouest vers le nord-est. Elle traverse la commune et se jette dans la Garonne à Muret, après avoir traversé 34 communes.

### Climat
Pour des articles plus généraux, voir Climat de l'Occitanie et Climat de la Haute-Garonne.
En 2010, le climat de la commune est de type climat du Bassin du Sud-Ouest, selon une étude s'appuyant sur une série de données couvrant la période 1971-2000. En 2020, Météo-France publie une typologie des climats de la France métropolitaine dans laquelle la commune est exposée à un climat océanique altéré et est dans la région climatique  Aquitaine, Gascogne, caractérisée par une pluviométrie abondante au printemps, modérée en automne, un faible ensoleillement au printemps, un été chaud (19,5 °C), des vents faibles, des brouillards fréquents en automne et en hiver et des orages fréquents en été (15 à 20 jours).
Pour la période 1971-2000, la température annuelle moyenne est de 12,9 °C, avec une amplitude thermique annuelle de 15,8 °C. Le cumul annuel moyen de précipitations est de 730 mm, avec 8,9 jours de précipitations en janvier et 5,6 jours en juillet. Pour la période 1991-2020, la température moyenne annuelle observée sur la station météorologique la plus proche, située sur la commune de Palaminy à 10 km à vol d'oiseau, est de 13,2 °C et le cumul annuel moyen de précipitations est de 715,2 mm,. Pour l'avenir, les paramètres climatiques de la commune estimés pour 2050 selon différents scénarios d'émission de gaz à effet de serre sont consultables sur un site dédié publié par Météo-France en novembre 2022.

### Milieux naturels et biodiversité
Aucun espace naturel présentant un intérêt patrimonial n'est recensé sur la commune dans l'inventaire national du patrimoine naturel,,.

## Urbanisme

### Typologie
Au 1er janvier 2024, Saint-Élix-le-Château est catégorisée commune rurale à habitat dispersé, selon la nouvelle grille communale de densité à sept niveaux définie par l'Insee en 2022.
Elle est située hors unité urbaine. Par ailleurs la commune fait partie de l'aire d'attraction de Toulouse, dont elle est une commune de la couronne,. Cette aire, qui regroupe 527 communes, est catégorisée dans les aires de 700 000 habitants ou plus (hors Paris),.

### Occupation des sols
L'occupation des sols de la commune, telle qu'elle ressort de la base de données européenne d’occupation biophysique des sols Corine Land Cover (CLC), est marquée par l'importance des territoires agricoles (81 % en 2018), en diminution par rapport à 1990 (94 %). La répartition détaillée en 2018 est la suivante : 
terres arables (37,6 %), zones agricoles hétérogènes (30,1 %), prairies (13,3 %), mines, décharges et chantiers (11,2 %), zones urbanisées (5,2 %), forêts (2,4 %), eaux continentales (0,1 %). L'évolution de l’occupation des sols de la commune et de ses infrastructures peut être observée sur les différentes représentations cartographiques du territoire : la carte de Cassini (XVIIIe siècle), la carte d'état-major (1820-1866) et les cartes ou photos aériennes de l'IGN pour la période actuelle (1950 à aujourd'hui).

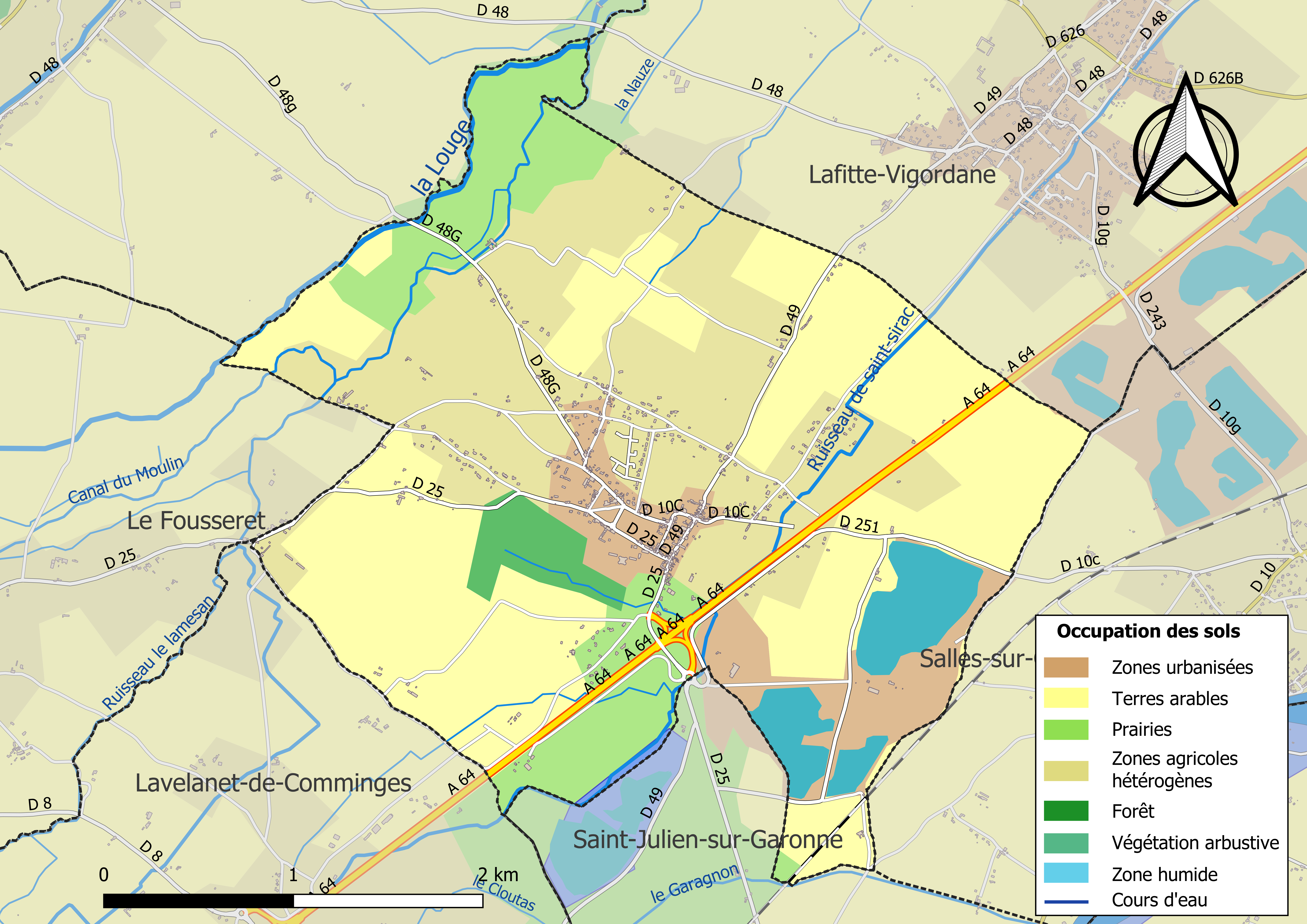
Carte des infrastructures et de l'occupation des sols de la commune en 2018 (CLC).

### Morphologie urbaine
L'essentiel des constructions est situé autour de son château.

### Logement
L'urbanisation croissante s'explique par la périurbanisation due à la proximité de Toulouse, Saint-Élix-le-Château faisant partie de son aire urbaine.

### Risques naturels et technologiques
Saint-Élix-le-Château est située sur une zone à risque d'inondation ruissellement rural, et crue pluviale lente Louge et Dourdouille.
La commune est également concernée par un risque de séisme de 2/5 (faible).

### Voies de communication et transports

#### Voies de communication
Accès par l'autoroute A64, par la sortie  25 et la route nationale 117.

#### Transports
La ligne 361 du réseau Arc-en-Ciel relie la commune à la gare routière de Toulouse depuis Le Fousseret.
Les gares les plus proches sont la gare de Carbonne ou la gare de Cazères, sur la ligne de Toulouse à Bayonne.
L'aéroport de Toulouse-Blagnac est le plus proche de la commune.

## Toponymie
Durant la Révolution, la commune, alors nommée Saint-Élix, porte le nom de Mont-Félix.
En 1921, le suffixe le-Château est ajouté au nom de la commune.
Ses habitants sont appelés les Saint-Élixois.

## Histoire

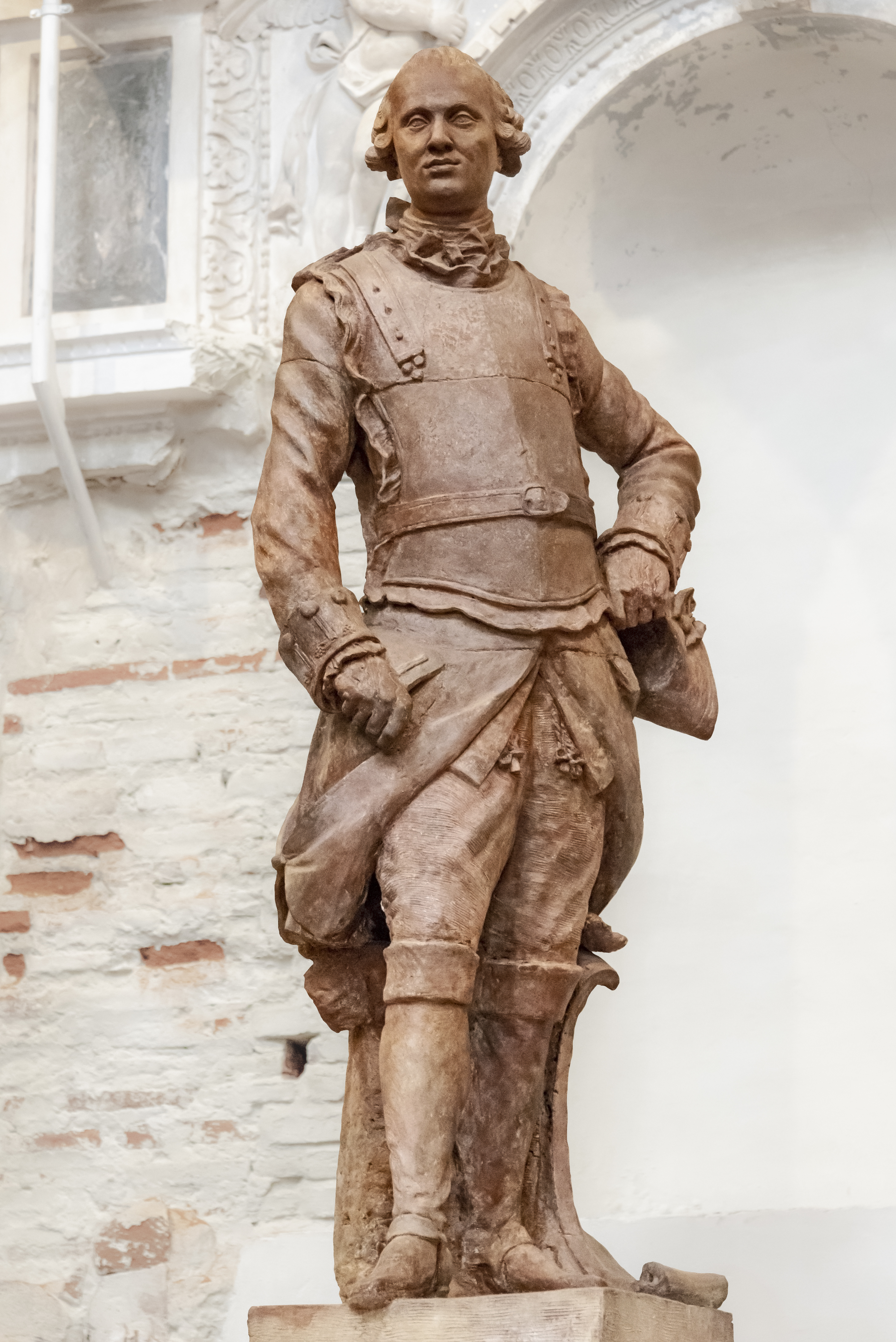
Jean-Charles Ledesmé, baron de Saint-Elix.

À partir du Moyen Âge jusqu'à sa disparition en 1790, pendant la Révolution française, Saint-Élix-le-Château faisait partie du diocèse de Rieux et de la châtellenie de Saint-Julien (de la généralité d'Auch).

## Politique et administration

### Administration municipale
Le nombre d'habitants au recensement de 2017 étant compris entre 500 habitants et 1 499 habitants, le nombre de membres du conseil municipal pour l'élection de 2020 est de quinze,.

### Rattachements administratifs et électoraux
Commune faisant partie de la huitième circonscription de la Haute-Garonne, de la communauté de communes Cœur de Garonne et du canton de Cazères (avant le redécoupage départemental de 2014, Saint-Élix-le-Château faisait partie de l'ex-canton du Fousseret et avant le 1er janvier 2017, elle faisait partie de la communauté de communes de la Louge et du Touch).

### Liste des maires
| Période                                  | Période   | Identité                | Étiquette | Qualité                                                                    |
| ---------------------------------------- | --------- | ----------------------- | --------- | -------------------------------------------------------------------------- |
| mars 1989                                | juin 1995 | Patrice Bouisset        |           |                                                                            |
| juin 1995                                | mars 2014 | Jean-Pierre Bonnemaison | PS        | Président de la Communauté de communes de la Louge et du Touch (2008-2014) |
| mars 2014                                | En cours  | François Deprez         | SE        | Agent technique                                                            |
| Les données manquantes sont à compléter. |           |                         |           |                                                                            |

## Population et société

### Démographie
L'évolution du nombre d'habitants est connue à travers les recensements de la population effectués dans la commune depuis 1793. Pour les communes de moins de 10 000 habitants, une enquête de recensement portant sur toute la population est réalisée tous les cinq ans, les populations de référence des années intermédiaires étant quant à elles estimées par interpolation ou extrapolation. Pour la commune, le premier recensement exhaustif entrant dans le cadre du nouveau dispositif a été réalisé en 2006.

En 2022, la commune comptait 927 habitants, en évolution de +4,27 % par rapport à 2016 (Haute-Garonne : +8,02 %, France hors Mayotte : +2,11 %).
| 1793 | 1800 | 1806 | 1821 | 1831 | 1836 | 1841 | 1846 | 1851 |
| ---- | ---- | ---- | ---- | ---- | ---- | ---- | ---- | ---- |
| 498  | 569  | 573  | 593  | 567  | 590  | 638  | 685  | 705  |

| 1856 | 1861 | 1866 | 1872 | 1876 | 1881 | 1886 | 1891 | 1896 |
| ---- | ---- | ---- | ---- | ---- | ---- | ---- | ---- | ---- |
| 760  | 765  | 725  | 690  | 695  | 742  | 733  | 684  | 675  |

| 1901 | 1906 | 1911 | 1921 | 1926 | 1931 | 1936 | 1946 | 1954 |
| ---- | ---- | ---- | ---- | ---- | ---- | ---- | ---- | ---- |
| 643  | 605  | 586  | 561  | 521  | 537  | 530  | 595  | 510  |

| 1962 | 1968 | 1975 | 1982 | 1990 | 1999 | 2006 | 2011 | 2016 |
| ---- | ---- | ---- | ---- | ---- | ---- | ---- | ---- | ---- |
| 534  | 499  | 508  | 524  | 559  | 542  | 658  | 747  | 889  |

| 2021 | 2022 | - | - | - | - | - | - | - |
| ---- | ---- | - | - | - | - | - | - | - |
| 924  | 927  | - | - | - | - | - | - | - |

| selon la population municipale des années : | 1968 | 1975 | 1982 | 1990 | 1999 | 2006 | 2009 | 2013 |
| Rang de la commune dans le département      | 150  | 149  | 172  | 182  | 200  | 199  | 195  | 193  |
| Nombre de communes du département           | 592  | 582  | 586  | 588  | 588  | 588  | 589  | 589  |

### Enseignement
Saint-Élix-le-Château fait partie de l'académie de Toulouse.
L'éducation est assurée sur la commune par un groupe scolaire : maternelle et primaire.

### Manifestations culturelles et festivités
Depuis 1989, les abords du château accueillent, le quatrième week-end d'octobre une expo-vente de végétaux rares, organisée par l'association Kero'Zen.
Foyer rural, arts et peinture, bibliothèque inter-communale (Marignac, Saint-Élix, Gratens) située a Marignac,

### Activités sportives
Gymnastique, tennis, judo, passage de la 12e étape du Tour de France 2019,

### Écologie et recyclage
La collecte et le traitement des déchets des ménages et des déchets assimilés ainsi que la protection et la mise en valeur de l'environnement se font dans le cadre de la communauté de communes de la Louge et du Touch.

## Économie

### Revenus
En 2018  (données Insee publiées en septembre 2021), la commune compte 351 ménages fiscaux, regroupant 901 personnes. La médiane du revenu disponible par unité de consommation est de 21 110 € (23 140 € dans le département).

### Emploi
|                | 2008   | 2013  | 2018   |
| -------------- | ------ | ----- | ------ |
| Commune        | 10,7 % | 5,5 % | 10,8 % |
| Département    | 7,7 %  | 9,6 % | 9,3 %  |
| France entière | 8,3 %  | 10 %  | 10 %   |

En 2018, la population âgée de 15 à 64 ans s'élève à 557 personnes, parmi lesquelles on compte 76,5 % d'actifs (65,7 % ayant un emploi et 10,8 % de chômeurs) et 23,5 % d'inactifs,. Depuis 2008, le taux de chômage communal (au sens du recensement) des 15-64 ans est supérieur à celui de la France et du département.
La commune fait partie de la couronne de l'aire d'attraction de Toulouse, du fait qu'au moins 15 % des actifs travaillent dans le pôle,. Elle compte 226 emplois en 2018, contre 154 en 2013 et 145 en 2008. Le nombre d'actifs ayant un emploi résidant dans la commune est de 367, soit un indicateur de concentration d'emploi de 61,6 % et un taux d'activité parmi les 15 ans ou plus de 60,2 %.
Sur ces 367 actifs de 15 ans ou plus ayant un emploi, 58 travaillent dans la commune, soit 16 % des habitants. Pour se rendre au travail, 89,9 % des habitants utilisent un véhicule personnel ou de fonction à quatre roues, 2,7 % les transports en commun, 3,3 % s'y rendent en deux-roues, à vélo ou à pied et 4,1 % n'ont pas besoin de transport (travail au domicile).

### Activités hors agriculture

#### Secteurs d'activités
97 établissements sont implantés  à Saint-Élix-le-Château au 31 décembre 2019. Le tableau ci-dessous en détaille le nombre par secteur d'activité et compare les ratios avec ceux du département,.
| Secteur d'activité                                                                                        | Commune | Commune | Département |
| Secteur d'activité                                                                                        | Nombre  | %       | %           |
| --- | ------- | ------- | ----------- |
| Ensemble                                                                                                  | 97      | 100 %   | (100 %)     |
| Industrie manufacturière, industries extractives et autres                                                | 17      | 17,5 %  | (5,7 %)     |
| Construction                                                                                              | 18      | 18,6 %  | (12 %)      |
| Commerce de gros et de détail, transports, hébergement et restauration                                    | 23      | 23,7 %  | (25,9 %)    |
| Information et communication                                                                              | 3       | 3,1 %   | (4,1 %)     |
| Activités financières et d'assurance                                                                      | 7       | 7,2 %   | (3,8 %)     |
| Activités immobilières                                                                                    | 2       | 2,1 %   | (4,2 %)     |
| Activités spécialisées, scientifiques et techniques et activités de services administratifs et de soutien | 18      | 18,6 %  | (19,8 %)    |
| Administration publique, enseignement, santé humaine et action sociale                                    | 5       | 5,2 %   | (16,6 %)    |
| Autres activités de services                                                                              | 4       | 4,1 %   | (7,9 %)     |

Le secteur du commerce de gros et de détail, des transports, de l'hébergement et de la restauration est prépondérant sur la commune puisqu'il représente 23,7 % du nombre total d'établissements de la commune (23 sur les 97 entreprises implantées  à Saint-Élix-le-Château), contre 25,9 % au niveau départemental.

#### Entreprises et commerces
Les cinq entreprises ayant leur siège social sur le territoire communal qui génèrent le plus de chiffre d'affaires en 2020 sont : 
- Denjean Granulats, exploitation de gravières et sablières, extraction d'argiles et de kaolin (17 445 k€)
- Labatut Group, activités des sièges sociaux (4 567 k€)
- 2Avf Energies, travaux d'installation d'équipements thermiques et de climatisation (2 766 k€)
- Ambiente, activités spécialisées, scientifiques et techniques diverses (634 k€)
- EURL Ferri, travaux d'installation électrique dans tous locaux (188 k€)

L'agriculture basée sur la culture de céréales (maïs, blé…) a encore une place très importante mais tend à diminuer en faveur de zones résidentielles liées à la proximité de l'agglomération toulousaine.

### Agriculture
|               | 1988 | 2000 | 2010 | 2020 |
| ------------- | ---- | ---- | ---- | ---- |
| Exploitations | 27   | 27   | 9    | 9    |
| SAU (ha)      | 880  | 534  | 459  | 365  |

La commune est dans « les Vallées », une petite région agricole consacrée à la polyculture sur les plaines et terrasses alluviales qui s’étendent de part et d’autre des sillons marqués par la Garonne et l’Ariège. En 2020, l'orientation technico-économique de l'agriculture  sur la commune est la polyculture et/ou le polyélevage. Neuf exploitations agricoles ayant leur siège dans la commune sont dénombrées lors du recensement agricole de 2020 (27 en 1988). La superficie agricole utilisée est de 365 ha,,.

## Culture locale et patrimoine

### Lieux et monuments
- Château de Saint-Élix, édifié au XVIe siècle, il fut occupé par le marquis de Montespan. Le château depuis 1927, et son parc depuis 1994, sont inscrits au titre des monuments historiques[39].
- Pigeonnier.
- Borne géodésique, implantée au XVIIe siècle, indiquant la limite entre la Guyenne et la Gascogne, inscrite au titre des monuments historiques depuis 1973[40].
- Église Sainte-Germaine, XIXe siècle[41].
- Monument aux Morts
- Lavoir

### Galerie

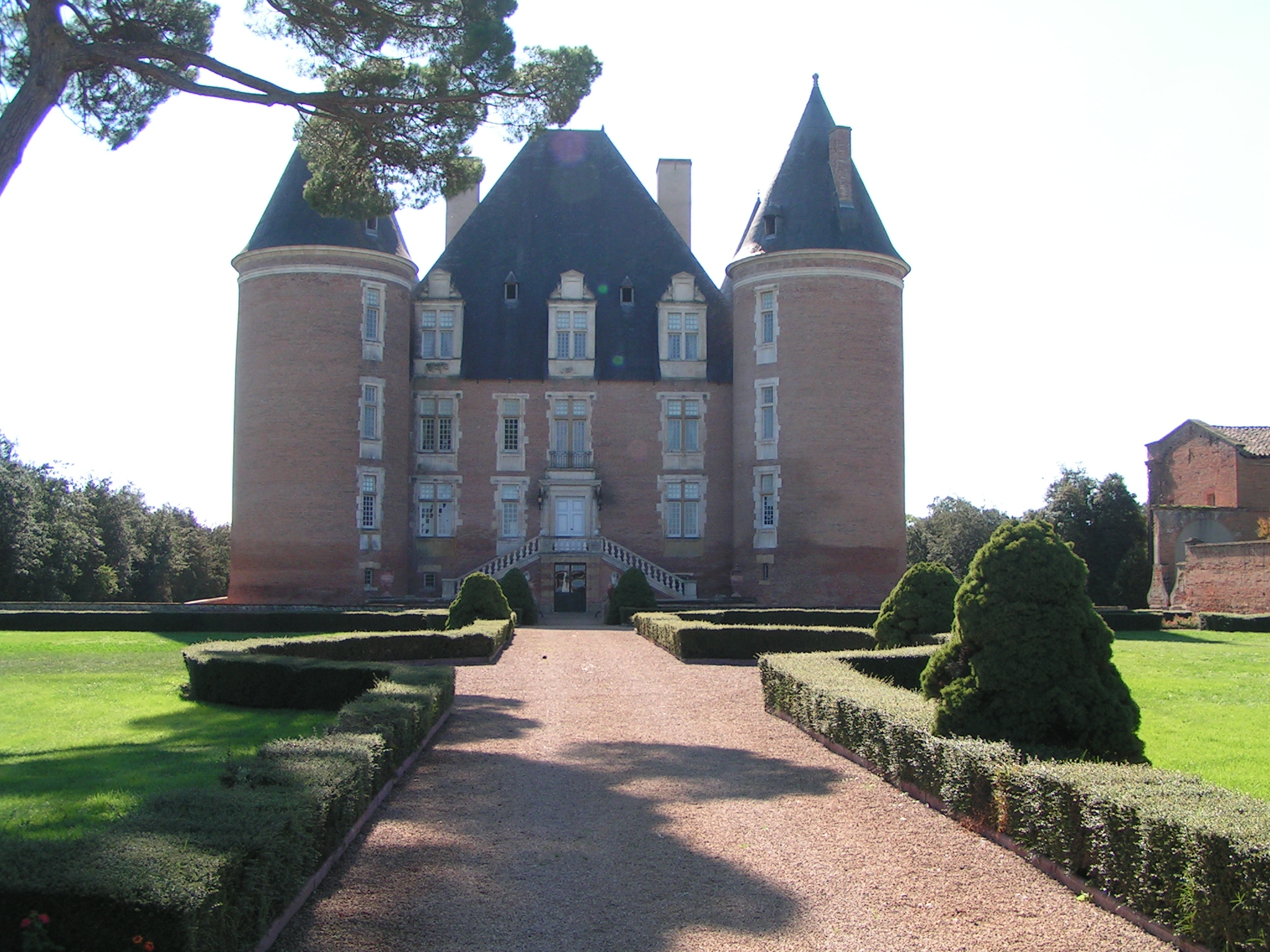
Le château de Saint-Elix édifié au milieu du XVIè siècle.
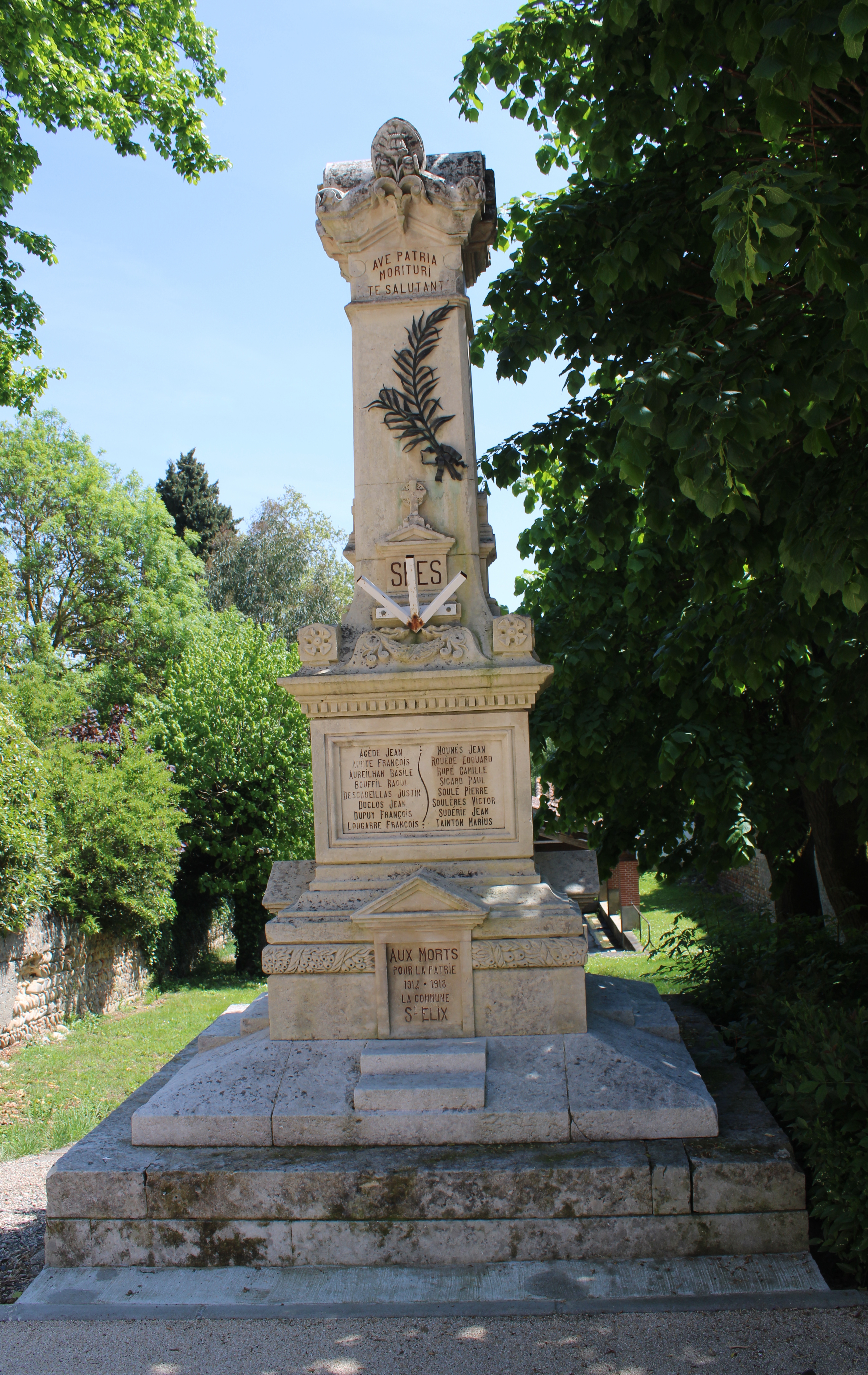
Le monument aux morts.
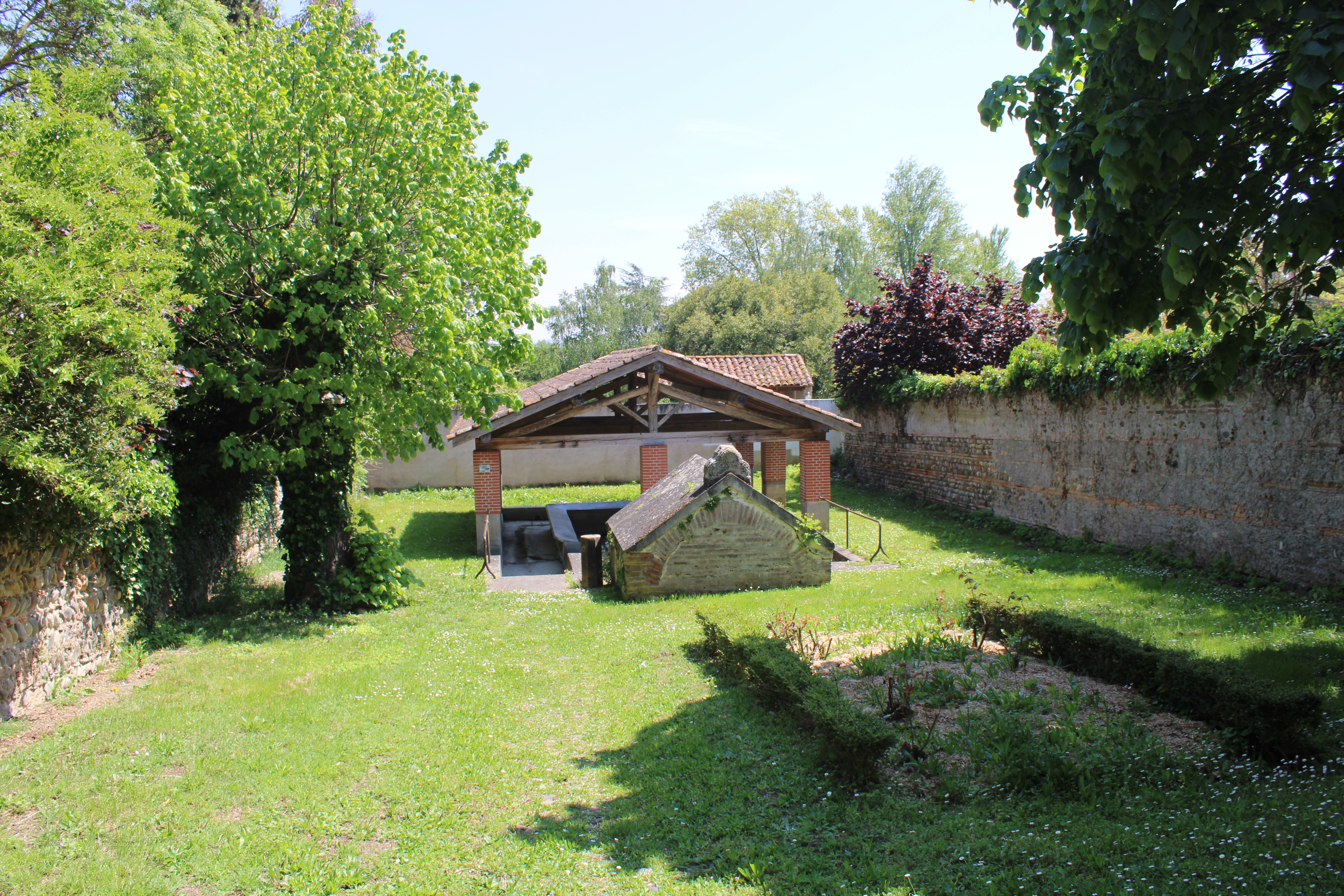
Le lavoir.
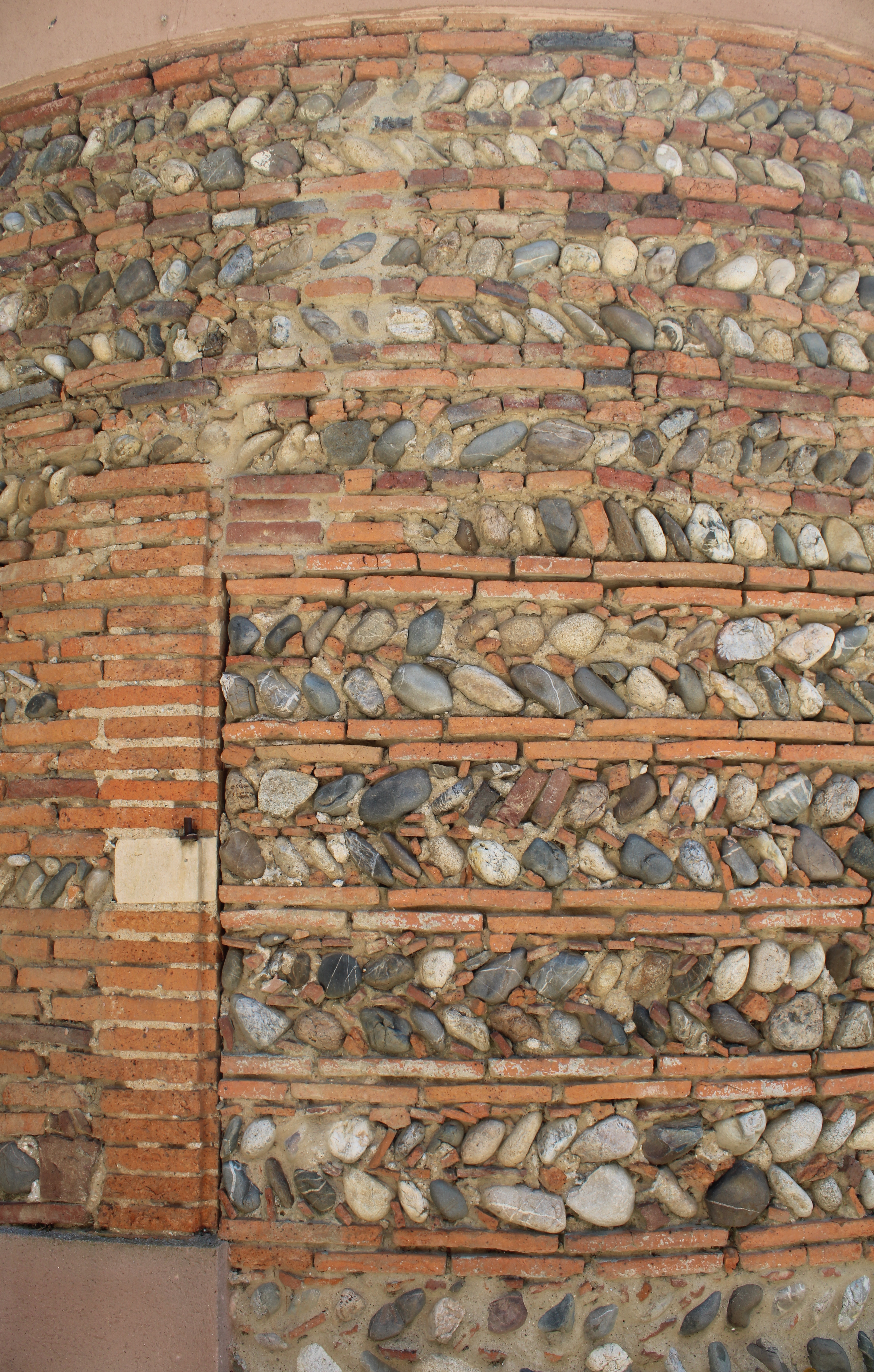
Saint-Elix-le-Château Appareil de construction en brique foraine et galets.

### L'église Sainte-Germaine

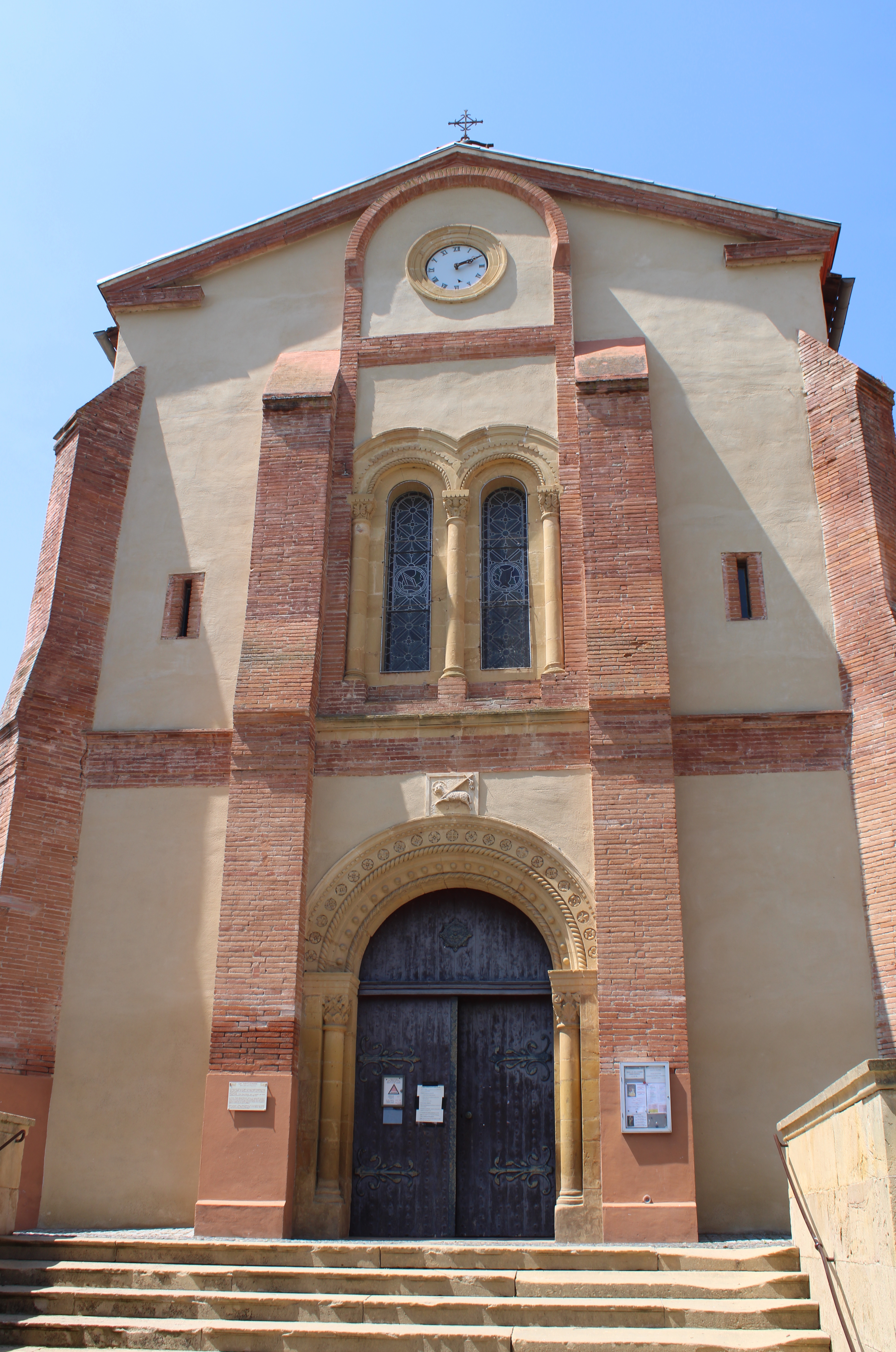
La façade de l'église.
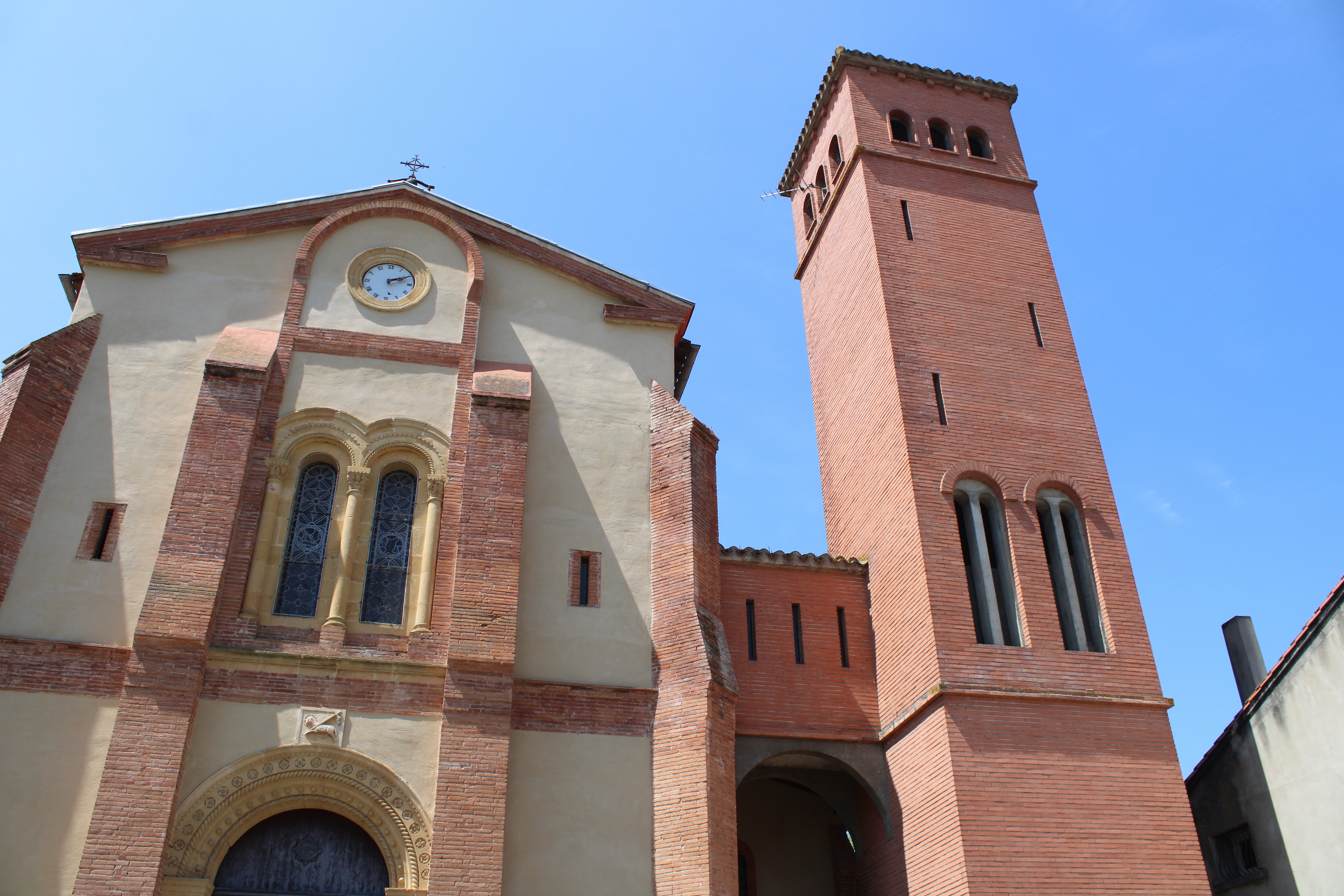
Le clocher excentré bâti en brique foraine.
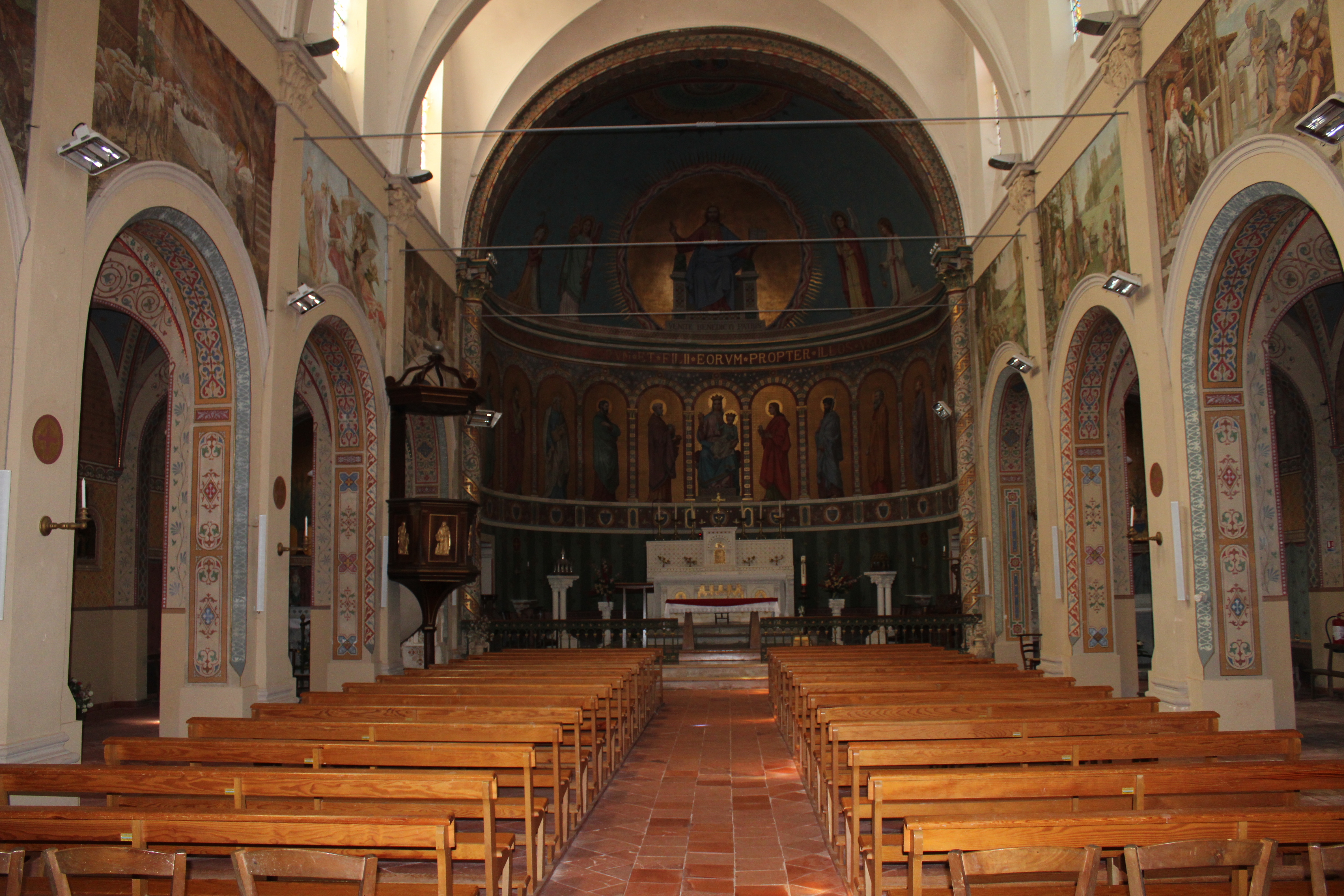
Vue de la nef.
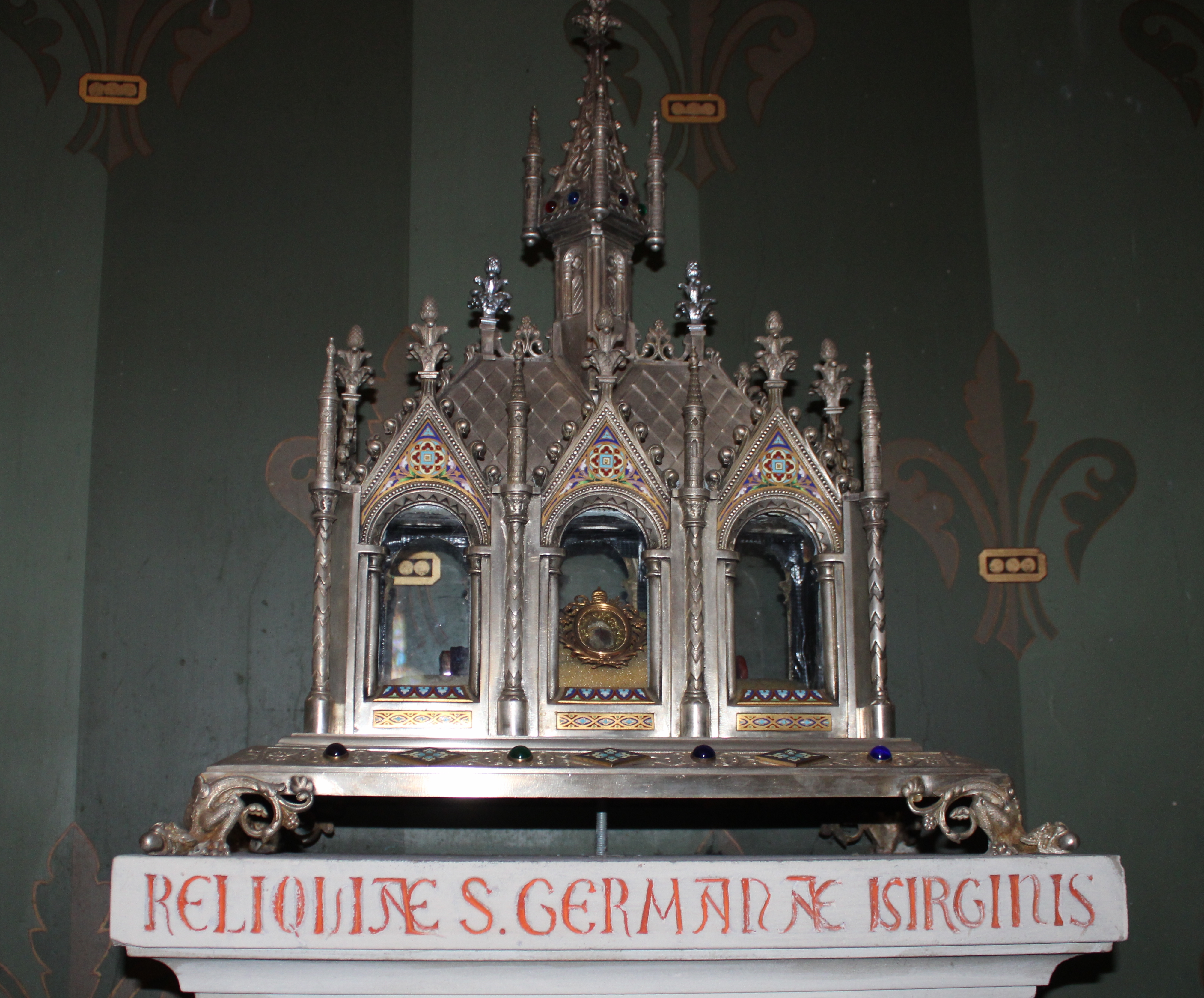
Reliquaire de Sainte-Germaine.
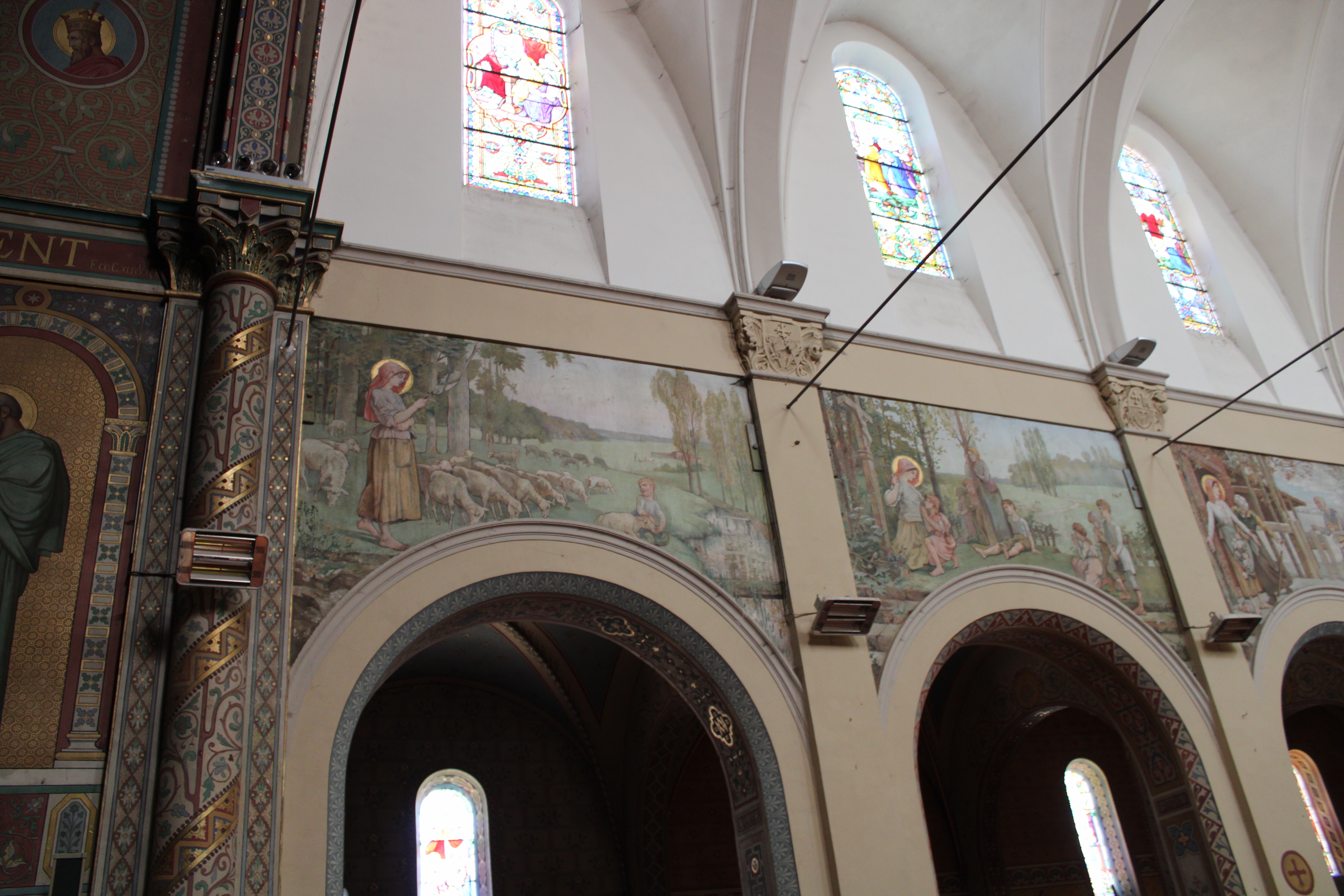
Détail des peintures murales.
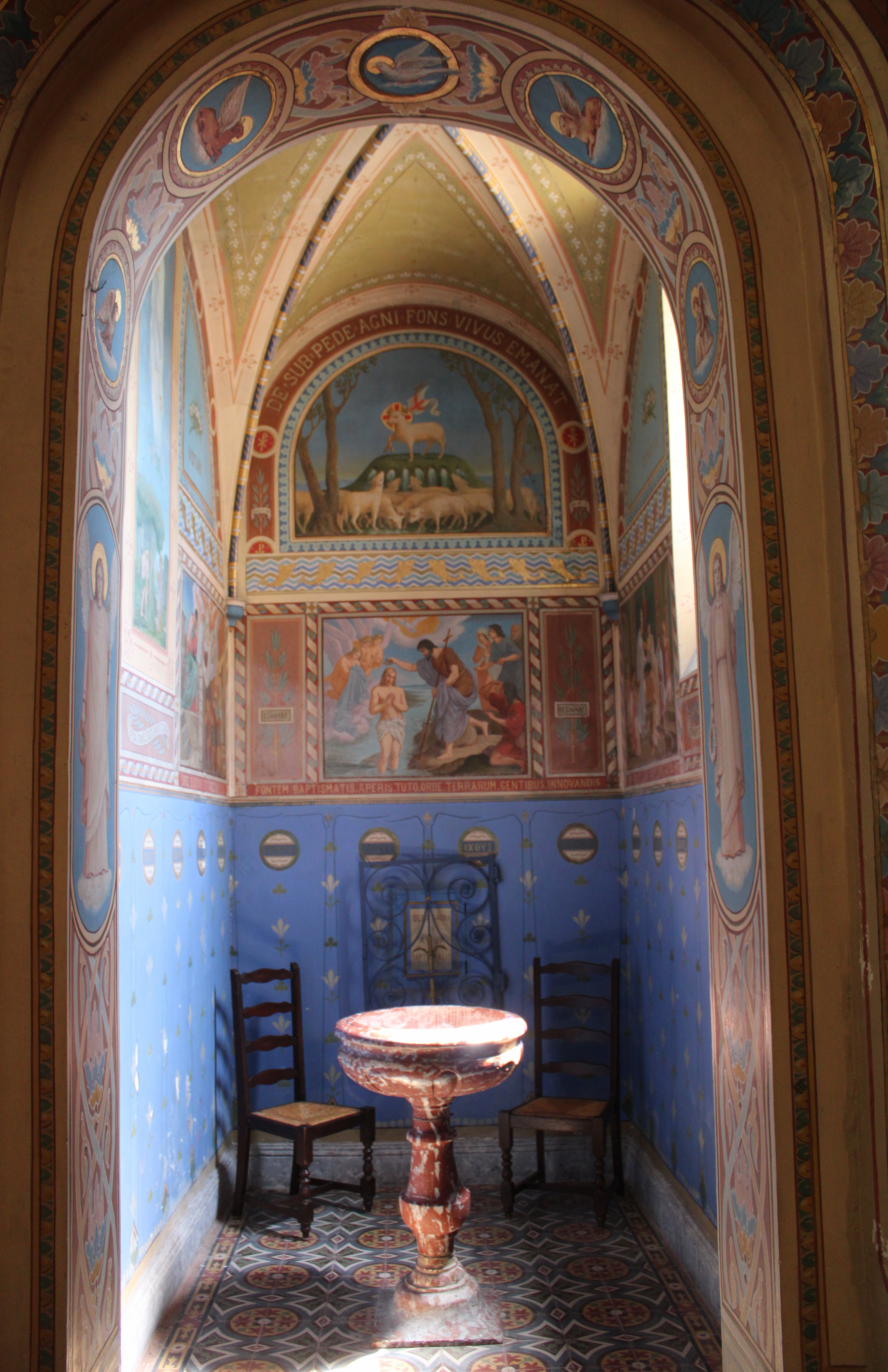
Les fonts baptismaux.

### Personnalités liées à la commune
- Louis Henri de Pardaillan de Gondrin (1640-1701), marquis de Montespan.

### Héraldique
| Saint-Élix-le-Château | Son blasonnement est : Écartelé de gueules et d'azur, au premier au château du lieu de deux tours couvertes d’argent ajouré de sable, surmonté d’une couronne de marquis d’or, au deuxième aux trois fleurs de lys d’or, au troisième aux quatre otelles adossées d’argent posées en sautoir, au quatrième à la croix cléchée, vidée et pommetée de douze pièces d’or. |

## Pour approfondir